# Superpolicajti z Miami
Superpolicajti z Miami (v originále Miami Supercops) je italský komediální film z roku 1985 v hlavní roli Budem Spencerem a Terencem Hillem. Byl to poslední newesternový film této dvojice.

## Děj filmu
V roce 1978 byla třemi zločinci vyloupena Detroitská národní banka, uloupeno bylo 20 milionů amerických dolarů. Policisté Doug Bennet (Terence Hill) a Steve Forrest (Bud Spencer) byli pověřeni vyšetřením tohoto případů, v případě byl však dopaden pouze jediný ze zločinců – Joe Garret, který byl následně zatčen a odsouzen. Později byla nalezena mrtvola dalšího ze zločinců – Ralpha Durana. Mrtvola však byla ohořelá k nerozpoznání, jediný důkaz potvrzující identitu mrtvoly byla Duranova ohořelá kreditní karta. Po třetím ze zločinců – Řidiči Philipsovi – se slehla zem.
Mezitím Forrest podává u policie výpověď kvůli tomu, že jeho nadřízení mu zakazují používat při zákrocích pěsti a později si otevírá školu létání.
Když je po sedmi letech Garret propuštěn z vězení, odletí letadlem do Miami, kde si má v plánu vyzvednout od spoluzločinců svůj podíl, večer je však nalezen mrtvý. Bennet je pověřen otevřením případu. Aby přesvědčil Forresta a ten mu pomohl případ dořešit, vymyslí si lež, podle které byl jejich tehdejší šéf zavražděn právě zločinci z tohoto případu.
Po příletu do Miami nastoupí oba do příměstského autobusu, který je ovšem během cesty přepaden zloději. Ti jsou nakonec oběma dopadeni a spoutáni, v tu chvíli se však Forrest rozhodne, že navštíví vdovu po jejich šéfovi. Když ke „vdově“ dorazí, ta si z počátku myslí, že ji jde projevit soustrast za právě zemřelého psíka, později však Forrest zjistí, že jejich šéf je na živu. Rozhořčený Forrest dojede taxíkem na policejní velitelství, kde Benneta napadne, mezitím je však přeruší právě šéf Tanney osobně.
Bennet a Forrest se porozhlížejí po hotelovém pokoji, kde byl Garret před svou vraždou ubytován. Oba se poté od vedoucího hotelu dozvídají, že potom, co byl Garret nalezen mrtvý, se na stejném pokoji ubytoval svalnatý indián s přezdívkou Sedící býk. I když mu tehdy vedoucí nabízel jiný pokoj, muž si stále trval na Garretovo pokoji. Oba onoho indiána nalézají v indiánské čtvrti a dozvídají se, že se ve skutečnosti jmenuje Charro a že Garret byl jeho nejlepší kamarád. Jako důvod toho, proč se Charro ubytoval na stejném pokoji, se dozvídají, že jako přátelský akt vůči Garretovi chce Charro celý případ vyšetřit a jeho vraha dopadnout sám. Během večera mu ještě dorazí dopis od Garreta s jednoduchou zprávou: Orel jistí Vaší budoucnost.
Oba policisté nechápou smysl zprávy a ani se v případě neposouvají dále, později si však uvědomí shodu mezi iniciály Durana a Roberta Delmanna - velkopodnikatele z Miami. Dozvídají se, že osoba s identitou Robert Delmann se poprvé v Miami objevuje jen několik dní po smrti Ralpha Durana. Oba začnou mít podezření, že Delmann je ve skutečnosti Duran se změněnou identitou a přeoperovanou tváří. Aby si svou myšlenku potvrdili, Bennet se vloupá do golfového klubu, který Delmannovi patří, aby odtud ukradl nějakou věc s jeho otisky a porovnali je s otisky Durana, Bennet je ovšem překvapen muži od Delmanna a padá do bezvědomí.
Následující den přistávají oba s helikoptérou na pozemku Delmannova domu, kde se právě koná sešlost u příležitosti jeho příspěvku na výstavbu mrakodrapů. Delmannovi přestaví svou myšlenku a požádají ho o otisky prstů. Delmann však zavolá policejního velitele, který nakonec oba propouští ze služeb a požaduje Tanneyho výpověď. Oba poté míří taxíkem na letiště, když ovšem vůz i s nimi zastaví na křižovatce, oba policisté si všimnou obrovského transparentu pojišťovatelské společnosti se sloganem Orel jistí Vaší budoucnost. Neprodleně jedou za Charrem, se kterým se vydávají do hotelového pokoje. Tam na balkóně nalézají ceduli stejné pojišťovatelské společnosti a za ní skrytý plán loupeže z roku 1978 a nahrávku Garreta, která přesně popisovala události, které se stali včetně falešné identity Durana.
Plán spolu s kopií nahrávky posílá Charro do Delmannovo domu. Delmanna pak vyzve k tomu, aby se setkali a Delmann předal Charrovi uloupených 20 mil. dolarů za to, že kopie nahrávky nebude poslána policii. Delmann se s Charrem potkává ve přístavním skladě, peníze však nepřinese a pokusí se Charra zastřelit, to se mu však nepodaří. Po rvačce a střelbě mezi oběma policisty a Delmannovo muži přijíždí na místo policie, která si všechny muže včetně Delmanna odváží na služebnu. Film končí před Miamským letištěm, kde se oba policisté loučí.

## Obsazení
| Bud Spencer       | Steve Forrest                          |
| Terence Hill      | Doug Bennet                            |
| Buffy Dee         | vedoucí hotelu                         |
| C. B. Seay        | šéf Tanney                             |
| Ken Ceresne       | Robert Delmann, respektive Ralph Duran |
| William Jim       | Charro                                 |
| Jackie Castellano | Irene                                  |
| Richard Liberty   | Joe Garret                             |